# Duckie Thot
Nyadak "Duckie" Thot (23 de octubre de 1995) es una modelo australiana. Thot terminó en tercer lugar en la temporada 8 de Australia's Next Top Model e hizo su debut en la pasarela de Yeezy. Es conocida por ser el rostro de Fenty Beauty, como también por su papel en el calendario Pirelli inspirado en Alicia en el País de las Maravillas de 2018.

## Primeros años
Thot creció en Melbourne, Australia con su familia, refugiados de Sudán del Sur. Es una de siete hermanos, y la primera en nacer en Australia en vez de en Sudán del Sur. En Melbourne, sus compañeros y profesores de escuela era incapaces de pronunciar su nombre de nacimiento, Nyadak; y Thot empezó a ser conocida por su apodo "Duckie", el cual prefiere también a la hora de modelar.

## Carrera
Antes de ella, la hermana de Thot, Nikki Perkins, empezó una carrera en el modelaje. Perkins comenzó a enseñarle el mundo de la moda, dejando que la acompañara a sesiones de fotos. Desde entonces, Thot quiso audicionar para Australia's Next Top Model, donde quedó tercera.
Thot intentó modelar en Melbourne, pero dice no haber tenido éxito debido a su color de piel. Tomó la decisión de mudarse a Brooklyn, Nueva York con la esperanza de convertirse en modelo en Estados Unidos. Después de planear entrevistas con diversas agencias, Thot viajó a Nueva York. En Nueva York, recibió múltiples ofertas para firmar con agencias y acabó haciéndolo por New York Model Management.
Thot ha hecho campañas para Fenty x Puma, Fenty Beauty, Moschino, y Oscar de la Renta. Debutó en el Victoria's Secret Fashion Show en 2018.